# Saint-Michel-de-l'Attalaye
Saint-Michel-de-l'Attalaye este o comună din arondismentul Marmelade, departamentul Artibonite, Haiti, cu o suprafață de 613,74 km2 și o populație de 136.876 locuitori (2009).